# Beate Bremme
Beate Bremme (* 24. Oktober 1906 in Bischwiller; † 6. Juni 2006 in Wuppertal) war viele Jahre ehrenamtlich in verschiedenen sozialen Einrichtungen tätig.

## Leben und Wirken
Beate Bremme wurde am 24. Oktober 1906 in Bischweiler (Elsass) als Tochter des Arztes Hans Engelbrecht (1874–1926) und seiner Ehefrau Luise, geb. Aronstein (1874–1949) geboren. Als das Elsass 1918 wieder Frankreich zugehörig wurde, ließ sich die Familie in Karlsruhe nieder. Beate Bremme wurde zur medizinisch-technischen Assistentin ausgebildet und arbeitete in der Praxis ihres Vaters. Sie heiratete 1930 den Juristen und späteren Oberbürgermeister Hans Bremme (1898–1970) und zog nach Wuppertal. Dort starb sie am 6. Juni 2006.
Ihre ehrenamtliche Tätigkeit begann 1953 im Nachbarschaftsheim in Wuppertal. 1954 wurde sie stellvertretende Vorsitzende des Kreisverbandes des Deutschen Roten Kreuzes in Wuppertal. Als Vizepräsidentin des Landesverbandes Nordrhein mit Sitz in Düsseldorf löste sie die damalige Vorgängerin Etta Gräfin von Waldersee ab, der sie auch 1966 als Vizepräsidentin des Deutschen Roten Kreuzes in Bonn folgte. In dieser Eigenschaft reiste sie unter anderem nach Wien, Florenz, Rom, Istanbul, Mexiko-Stadt und Teheran und war zeitweise Präsidentin der Bundesarbeitsgemeinschaft der Spitzenverbände der freien Wohlfahrtspflege. Sie gehörte auch dem Kuratorium des Müttergenesungswerkes und dem Deutschen Komitee für UNICEF an.
Ihre ehrenamtliche Tätigkeit endete 1978.

## Ehrungen
In Anerkennung ihrer Arbeit wurden ihr 1974 das Große Verdienstkreuz des Verdienstordens der Bundesrepublik Deutschland und zahlreiche internationale Rotkreuzauszeichnungen sowie das Ehrenzeichen am Bande des Johanniterordens verliehen. Im September 2002 wurde sie von der Konzertgesellschaft Wuppertal zusammen mit Johannes Rau als Ehrenmitglied aufgenommen.